# Takahiro Shikine
Takahiro Shikine (født 7. december 1997) er en japansk fægter.
Han repræsenterede Japan ved sommer-OL 2020 i Tokyo, hvor han sluttede på nummer 4.
Ved sommer-OL 2024 i Paris vandt han guld.